# Chahrazed Bensekrane
Chahrazed Bensekrane (en arabe : شهرزاد بن سكران), née le 7 avril 1992, est une footballeuse internationale algérienne évoluant au poste de défenseur. Elle a disputé la Coupe d'Afrique des Nations 2018 avec l'Algérie, jouant un match,.